# Majorana 1
Majorana 1 est une puce quantique pouvant accueillir jusqu’à un million de qubits, créé par Microsoft, pour l'informatique quantique. Ce dispositif utilise des matériaux spéciaux dits supraconducteurs topologiques (un supraconducteur conduit l'électricité sans résistance quand il est très refroidi, et les supraconducteurs topologiques ont des propriétés particulières, utiles pour les ordinateurs quantiques). Ici, il s'agit de nanofils d'arséniure d'indium-aluminium, qui montrent des signes d'hébergement de ce qu'on appelle des « modes zéro de Majorana » (autrement dit, de particules de Majorana), qui sont des états quantiques spéciaux, voire uniques, pour lesquels la théorie prédit qu'ils ont des états électroniques protégés des perturbations extérieures, ce qui les rend très intéressants pour créer des qubits plus stables nécessaires au développement de l'informatique quantique.
En février 2025, Microsoft affirme pouvoir désormais utiliser ces modes zéro Majorana potentiels pour créer des qubits topologiques qui sont les unités de base d'un nouveau type possible d'ordinateur quantique dit « topologique » à grande échelle. Si ceci est confirmé, Majorana 1 représenterait alors une avancée dans le projet de longue date de Microsoft visant à créer un ordinateur quantique basé sur des qubits topologiques,. Cependant, Microsoft n'a pas publié de preuves complètes de présence de réelles particules de Majorana, et des doutes scientifiques argumentés ont plusieurs fois été publiés, dont dans la revue Nature[réf. nécessaire], liés au fait qu'il est encore très difficile de différentier le mode Majorana des modes d'Andreev (qui eux ne présentent pas d'intérêt pour un ordinateur quantique), 

## Sémantique
Le nom Majorana 1 fait référence aux particules (quasiparticules en réalité) de Majorana ou « états de Majorana », qui sont des états quantiques (une sorte de particule) se comportant comme leurs propres antiparticules, dont l'existence a été prédite par le physicien italien Ettore Majorana en 1937.

## Histoire et contexte
La recherche en informatique quantique est, depuis ses débuts, constamment confrontée à des défis de stabilité et d'évolutivité des qubits. 
Les qubits traditionnels (comme ceux basés sur des circuits supraconducteurs ou des ions piégés), sont en effet très sensibles au « bruit » et à la décohérence quantique, qui causent des erreurs dans le calcul quantique. Pour surmonter ces limitations, les chercheurs explorent diverses approches pour construire des ordinateurs quantiques plus robustes et tolérants aux pannes. 
Les qubits topologiques, théorisés pour la première fois en 1997 par Alexei Kitaev et Michael Freedman,, sont l'une des solutions les plus prometteuses ; permettant, théoriquement, de coder l'information quantique d'une manière intrinsèquement protégée des perturbations environnementales. 
Cette protection provient des propriétés topologiques du système, qui résistent aux perturbations locales. L’approche de Microsoft, basée sur les fermions de Majorana dans les hétérostructures semi-conductrices-supraconductrices, est l’un des nombreux efforts visant à réaliser l’informatique quantique topologique.
Après 20 ans de recherches, en février 2025, Microsoft affirme avoir créé un nouvel état de la matière (l'état de Majorana), qui grâce à un nouveau topoconducteur (alliage complexe d’arséniure d’indium et l’aluminium) a permis de créer la nouvelle puce Majorana 1, à 8 qubits topologiques.

## Controverse
Le matériel quantique de Microsoft fait l'objet de controverses depuis la rétractation de son article très médiatisé par la revue Nature en 2018 (et via la publication d'un autre article sceptique peu après l'annonce faite par Microsoft le 19 février 2025), et l'annonce de Majorana 1 a suscité à la fois enthousiasme et scepticisme au sein de la communauté scientifique,.

### Prétentions à la création d'une unité de traitement quantique
Selon l'annonce de Majorana 1 par Microsoft, le dispositif matériel serait « la première unité de traitement quantique (QPU) au monde alimentée par un cœur topologique ».
Les démonstrations matérielles actuellement disponibles ne portent que sur une méthode de lecture ; elles ne démontrent à ce stade aucun traitement quantique sur le mode zéro. De plus, la démonstration accessible au public ne teste pas la cohérence de leur système quantique à deux niveaux, alors que d'autres QPU démontrent déjà à la fois des informations quantiques cohérentes et des opérations logiques cohérentes sur ces informations quantiques,,.

### Prétentions à la création d'un mode zéro Majorana
Dans son communiqué de presse de février 2025, Microsoft a affirmé que « l'article de Nature marque la confirmation évaluée par des pairs que Microsoft a... été capable de créer des particules de Majorana ». Des commentateurs relèvent que ce n'est pas ce que dit l'article de Nature où les auteurs affirment que « [les mesures dans cet article] ne garantissent pas, à elles seules, si les états de basse énergie détectés par interférométrie sont topologiques ». Microsoft a dit avoir communiqué certaines de ses données à des experts sélectionnés au cours d'une réunion organisée dans son centre de recherche, à Santa Barbara (Californie), mais aucune source évaluée par des pairs affirme déjà que Microsoft a réellement réussi à créer des particules très stable se comportant comme des "modes zéro Majorana" (quasi-particules, se comportant comme leurs propres antiparticules).
Cette incertitude s'explique par la difficulté de distinguer les modes de Majorana des modes d'Andreev. Les deux types de modes peuvent exister dans les types d’appareils que Microsoft construit. Les modes de Majorana sont topologiques et pourraient potentiellement être utilisés pour fabriquer un ordinateur quantique topologique, mais les modes d'Andreev sont topologiquement triviaux et ne sont pas directement utiles pour fabriquer un ordinateur quantique. Les résultats de Majorana 1 disponibles en février 2025 ne permettent pas d'éliminer l'hypothèse que le dispositif soit constitué de modes d'Andreev et ne contienne aucun mode de Majorana.
La difficulté de distinguer les modes de Majorana et d'autres possibilités topologiquement triviales comme les modes d'Andreev a aussi été à l'origine d'un rétractation très médiatisée d'un article de la revue Nature en 2018 ; dans cet article, les auteurs, affiliés à Microsoft, prétendaient avoir des preuves concluantes de l'existence des modes zéro de Majorana, mais les données se sont révélées entièrement cohérentes avec les modes d'Andreev,.

### Création d'un prétendu «nouvel état de la matière»
Dans leurs communiqués de presse de février 2025 et dans une vidéo promotionnelle, Microsoft a affirmé que le dispositif matériel Majorana 1 a créé « un nouvel état de la matière qui n'existait auparavant qu'en théorie ». Ceci contredit la longue histoire d'expériences basées sur des nanofils semi-conducteurs dans des régimes similaires à celui présenté par la puce "Majorana 1" qui devrait être, a priori, dans le même état de la matière. Ceci est mis en évidence dans le dossier d'évaluation par les pairs de l'article Majorana 1 de Microsoft où un évaluateur décrit l'article en disant que « la nouveauté de ce manuscrit ne réside pas dans le fait de fournir des preuves plus solides pour [les modes Majorana Zero], mais dans son approche méthodologique : il démontre que la lecture de parité RF « peut être effectuée » dans [une] géométrie de boucle compliquée ».

## Topoconducteurs
Microsoft a introduit le terme topoconducteur pour décrire le matériau sur lequel Majorana 1 est basé. Dans son communiqué de presse de février 2025, Microsoft définit ce néologisme comme une « classe de matériaux [qui] permet... la supraconductivité topologique ». 
Ces matériaux ont été largement théorisés pour permettre la création et la manipulation de modes zéro de Majorana, qui pourraient ensuite servir de base aux qubits topologiques,. Les supraconducteurs topologiques se caractérisent par leur structure de bande électronique unique, qui donne naissance à des états de surface dits topologiquement protégés. Ces états de surface sont robustes (face au désordre et aux imperfections), ce qui les rend idéaux pour héberger les modes zéro de Majorana. Le topoconducteur de Microsoft est composé d'arséniure d'indium et d'aluminium.
Les livres blancs internes de Microsoft décrivent une architecture basée sur des topoconducteurs qui facilite les processus de tressage, des opérations clés pour une logique de qubit résistante aux erreurs,. Le tressage consiste à échanger les positions des modes zéro de Majorana de manière contrôlée, ce qui peut être utilisé pour effectuer des calculs quantiques. Ce processus est intrinsèquement tolérant aux pannes car la protection topologique des modes de Majorana les rend résistants aux perturbations locales.